# Nguyễn Đức Khánh
Nguyễn Đức Khánh (1932-1996), nguyên là một tướng lĩnh Không Quân của Quân lực Việt Nam Cộng hòa, cấp bậc Chuẩn tướng. Là dân chính được tuyển thẳng vào Quân chủng Không quân. Ông xuất thân từ trường Võ bị Không quân Pháp ngành phi hành. Tuần tự từ một Phi công hoa tiêu cho đến sau cùng ông giữ chức vụ Tư lệnh một Sư đoàn trong Quân chủng Không quân.

## Tiểu sử & Binh nghiệp
Ông sinh ngày 1 tháng 8 năm 1932 trong một gia đình thương nhân khá giả tại Nha Trang, Duyên hải miền Trung Việt Nam. Thiếu thời, ông học Tiểu học tại Nha Trang. Khi học lên trên, ông được cha mẹ gửi về Sài Gòn học ở trường Trung học Lycée Chasseloup Laubat (sau là trường Lê Quý Đôn). Năm 1953, ông tốt nghiệp với văn bằng Tú tài toàn phần Pháp (Part II).

### Quân đội Quốc gia Việt Nam
Đầu năm 1954, thi hành lệnh động viên, ông nhập ngũ vào Quân đội Quốc gia, mang số quân: 52/600.277. Trúng tuyến vào Quân chủng Không quân. Ông được gửi đi du học ngành Phi hành tại trường Võ bị Không quân Salon de Provence, Pháp. Tốt nghiệp với cấp bậc Thiếu úy Hoa tiêu Khu trục.

### Quân đội Việt Nam Cộng hòa
Giữa năm 1955, về nước ông phục vụ trong ngành Không quân của Quân đội Quốc gia. Sau đó chuyển sang phục vụ cơ cấu mới là Quân đội Việt Nam Cộng hòa với nhiệm vụ phi công trong Phi tuần Khu trục chiến đấu. Đầu năm 1957, ông được thăng cấp Trung úy làm Chỉ huy phó Phi đội Khu trục. Tháng 2 năm 1961, ông được thăng cấp Đại úy và được lên làm Chỉ huy trưởng Phi đội Khu trục.
Ngày Quốc khánh Đệ nhị Cộng hòa 1 tháng 11 năm 1965, ông được thăng cấp Thiếu tá giữ chức vụ Phi đoàn trưởng Phi đoàn Khu trục cơ. Ngày Quân lực 19 tháng 6 năm 1968, ông được thăng cấp Trung tá và được bổ nhiệm làm Tư lệnh Không đoàn 41 chiến thuật.
Ngày quân lực 19 tháng 6 năm 1970, ông được thăng cấp Đại tá tại nhiệm. Tháng 9 cùng năm, ông được bổ nhiệm làm Tư lệnh Sư đoàn 1 Không quân tân lập ở Đà Nẵng. Ngày 1 tháng 4 năm 1974, ông được thăng cấp Chuẩn tướng tại nhiệm. Cuối tháng 3 năm 1975 ông di tản về Sài Gòn.

## 1975
Ngày 29 tháng 4, ông di tản ra Hạm đội Mỹ ngoài khơi Thái Bình Dương. Sau đó cùng với gia đình sang định cư tại Montréal, Tỉnh bang Québec, Canada.
Ngày 14 tháng 9 năm 1996, ông từ trần tại nơi định cư. Hưởng thọ 64 tuổi.

## Gia đình
- Thân phụ: Cụ Nguyễn Trình Tường
- Thân mẫu: Cụ Tôn Nữ Thị Lương (thuộc Dòng tộc Tôn thất Nhà Nguyễn)
- Nhạc phụ: Trần Quán
- Nhạc mẫu: Trần Thị Phi Loan
- Phu nhân: Bà Trần Thị Mỹ Dung

Ông bà có năm người con trai:
Nguyễn Đức Hiền, Nguyễn Đức Huy, Nguyễn Đức Hy, Nguyễn Đức Hân và Nguyễn Đức Hoàn.